# Erebochlora orbifera
Erebochlora orbifera là một loài bướm đêm trong họ Geometridae.